# Bildungssystem in der Schweiz

Das Schweizer Bildungssystem (vereinfacht)

Das Bildungssystem in der Schweiz liegt aufgrund des Föderalismus vorwiegend in der Verantwortung der Kantone und Gemeinden, nur in Teilen beim Bund. Ein eidgenössisches Bildungsministerium wurde nie eingerichtet. Man unterscheidet folgende Bereiche und Stufen des Schweizer Bildungssystems:
- Vorschulstufe (ISCED 0)
- Primarstufe (ISCED 1)
- Sekundarstufe I (ISCED 2)
- Sekundarstufe II (ISCED 3 und 4)
- Tertiärstufe (ISCED 5 und 6)
- Erwachsenen- und Weiterbildung
- Heilpädagogik und Sonderpädagogik

## Schulungsverantwortung

### Bund und Kantone
Der Bund und die Kantone teilen sich die Verantwortung für das Bildungswesen, wobei die Kantone grosse Autonomie haben. Die Bundesverfassung garantiert einen kostenfreien Grundschulunterricht. Dennoch machen ungefähr 200 Familien in der Schweiz vom Recht des Hausunterrichts bzw. Unschooling Gebrauch. Artikel 62 der Bundesverfassung verlangt seit 2006 eine Harmonisierung «im Bereich des Schuleintrittsalters und der Schulpflicht, der Dauer und Ziele der Bildungsstufen und von deren Übergängen sowie der Anerkennung von Abschlüssen». In der Folge wurde die Volksschule schweizweit weitgehend harmonisiert. Im Übrigen haben die Kantone die alleinige Kompetenz.
In den weiterführenden Schulen (Sekundarstufe II) hat der Bund etwas grössere Kompetenzen. Die Kantone sind jedoch weiterhin für die Ausführung zuständig und ihnen obliegt die Verantwortung. So werden die Abschlussprüfungen kantonal geregelt, die Ausweise (Eidgenössisches Fähigkeitszeugnis nach einer beruflichen Grundbildung, Berufsmatura, Matura) jedoch vom Bund gestellt oder anerkannt.
In der Tertiärstufe sind die Kompetenzen ebenfalls verteilt. Dem Bund obliegt die Regelungskompetenz für den Bereich der höheren Berufsbildung, das heisst, er ist für die höhere Berufsbildung wie auch für die Fachhochschulen (FH) und die beiden Eidgenössischen Technischen Hochschulen (ETH Zürich und École polytechnique fédérale de Lausanne) verantwortlich. Bei den Universitäten liegt die Obhut wiederum bei den Kantonen. Sie werden vom Bund finanziell unterstützt.

### Privatschulen und öffentliche Schulen
In der Schweiz existieren private und öffentliche Schulen. Im Schuljahr 2016/17 besuchten 4,6 % der Schweizer Schüler eine Privatschule, somit weit weniger als im OECD-Durchschnitt. Die Schweiz ist eines der wenigen OECD-Länder, in denen die Schüler öffentlicher Schulen denen von Privatschulen leistungsmäßig überlegen sind. Die Schweiz weist zahlreiche Privatschulen auf, die von Jugendlichen ausländischer Herkunft besucht werden.

### PISA-Studien
Im internationalen Vergleich bei den PISA-Studien der OECD 2018 konnte die Schweiz mit einem respektablen vorderen Ergebnis in der Mathematikkompetenz aufwarten, während die Ergebnisse für Lesen und Naturwissenschaften eher unterdurchschnittlich ausfielen, hinter Deutschland, aber gleich mit oder vor Österreich. Frankreich war nur im Lesen etwas besser, Italien stets schlechter. Für 2022 konnten die Ergebnisse bestätigt werden, die Schweiz hat in Mathematik weltweit das achtbeste Ergebnis. In der langfristigen Tendenz seit 2000 waren die Werte in früheren Studien teilweise deutlich besser.

## Schul- und Bildungsstufen

### Obligatorische Schule
Kosten, Dauer
Die Verantwortung für die obligatorische Schule tragen die Kantone, die Gemeinden organisieren den Schulbetrieb. Der Besuch der öffentlichen Schule ist kostenlos. Die Schulpflicht dauert schweizweit elf Jahre. Der Kindergarten umfasst zwei, die Primarstufe sechs Jahre. Die Sekundarstufe I umfasst drei Jahre. Nur im Kanton Tessin dauert die Primarschule (Scuola elementare) fünf und die Sekundarstufe I (Scuola media) vier Jahre.
Lehrpläne
Zur Harmonisierung der Schule unter den Kantonen wurden die Lehrpläne in den einzelnen Sprachregionen vereinheitlicht:
- In der französischsprachigen Schweiz wurde der Plan d'études romand (PER) bereits 2011 bis 2014 eingeführt.
- Der 2014 vorgelegte Deutschschweizer Lehrplan 21 wurde bis 2023 von allen Kantonen eingeführt.
- Der Kanton Tessin begann im Schuljahr 2015/2016 mit der Einführung des Piano di studio.[9]
- Im Kanton Graubünden arbeiten auch die rätoromanischen[10] und italienischsprachigen Schulen mit dem Lehrplan 21 (Plan d’instrucziun 21 bzw. Piano di studio 21).[11]

#### Religionsunterricht
Siehe Religionsunterricht in der Schweiz

#### Heil- und Sonderpädagogik, Inklusion
Für Kinder und Jugendliche, welche die üblichen schulischen Anforderungen nicht erfüllen können, gibt es besondere Schulformen. Die besondere Schulung umfasst Sonderschulen, Sonderklassen und ambulante Förder-, Beratungs- und Therapieangebote. Die integrative Schule in der Schweiz geht von einem weiteren Inklusionsbegriff aus, der ein dual-inklusives Schulsystem beinhaltet. Das heisst, alle Kinder werden gemeinsam geschult, sofern es für sie und ihre Entwicklungsmöglichkeiten zuträglich ist. Zusätzlich bestehen weiterhin separate Schulen für Kinder mit erwiesenem sonderpädagogischen Bedarf.
Im Schuljahr 2016/17 besuchten über 30.000 Schüler Sonderschulen. Das waren noch ca. 3 % aller Schüler der Primarstufe und der Sekundarstufe I, nachdem dieser Anteil 10 Jahre zuvor noch über 6 % betragen hatte. Nach der Neuordnung waren 2018/19 nur noch 17.100 Schüler (1,8 % der Schüler) in Sonderschulen, 1,4 % in Sonderklassen der Regelschule, 4,8 % haben verstärkte sonderpädagogische Maßnahmen und 4,6 % eine Lehrplananpassung.

### Vorschulstufe
Ziele

Der Kindergarten (frz. École enfantine, it. Scuola dell’infanzia) fördert die Entwicklung der Kinder und bereitet sie auf den Schuleintritt vor. Betont werden die Förderung der Selbstständigkeit der Kinder sowie Selbst-, Sozial- und Sachkompetenzen. Dies geschieht ohne systematische Leistungsbeurteilung und ohne Selektion, d. h. ohne Einteilung in Leistungsgruppen. Die Schulfähigkeit der Kinder wird am Ende des Kindergartens durch die Lehrperson des Kindergartens beurteilt. In einigen Kantonen liegt der endgültige Entscheid für den Schuleintritt bzw. die Rückstellung bei den Eltern. In anderen Kantonen entscheiden schliesslich die Schulpflegen bzw. Inspektorate, Schulkommissionen oder Erziehungsdirektionen. In einigen Kantonen der Deutschschweiz werden Schulreifetests durchgeführt.
Fächer

In den Kindergartenlehrplänen werden Ziele für Fachbereiche formuliert (z. B. für die Fachbereiche Mensch und Umwelt, Bewegung, Gestalten, Musik, Sprache, Mathematik) und es werden fächerübergreifende Lernziele formuliert (z. B. Bewegungsmöglichkeiten, Wahrnehmungsfähigkeit, Umgang mit Erfolg und Misserfolg).
Aufnahme

Für den Eintritt in den Kindergarten gibt es weder Prüfungen noch Aufnahmeverfahren.
Freiwilligkeit

Der Besuch des Kindergartens war bis 1999 freiwillig. Seit 1999 haben 25 der 26 Kantone ein Kindergartenobligatorium eingeführt und der Besuch ist nur noch im Kanton Graubünden freiwillig.
Dauer, Eintritt

In 17 Kantonen müssen alle Kinder den Kindergarten während zwei Jahren, in 8 Kantonen während mindestens einem Jahr besuchen. Effektiv absolviert die grosse Mehrheit der Kinder in den 25 Deutsch- und Westschweizer Kantonen zwei Kindergartenjahre. Im Kanton Tessin besucht ein Grossteil der Kinder vor Beginn der Schulpflicht sogar freiwillig ein zusätzliches drittes Kindergartenjahr. In den vergangenen Jahren haben die Kantone das Schuleintrittsalter vorverlegt. Die Kinder treten mit vollendetem vierten Altersjahr in den Kindergarten ein. Der Stichtag für den Kindergarteneintritt liegt je nach Kanton zwischen dem 1. April und dem 31. Juli.
Unterrichtszeit und Klassengrösse

Die Unterrichtszeit beträgt im ersten Jahr 18 bis 22 Stunden pro Woche. Im zweiten Jahr werden mehrheitlich zwischen 20 und 26 Lektionen unterrichtet. Im Durchschnitt waren im Schuljahr 2016/17 18,7 Kinder in einer Klasse. Die meisten Kantone haben Blockzeiten eingeführt. Die Kinder stehen damit an fünf Vormittagen pro Woche wenigstens zu dreieinhalb Stunden unter der Obhut der Kindergartenlehrpersonen.
Statistik

Im Schuljahr 2016/17 besuchten 170 756 Kinder die Vorschulstufe (davon 48,7 % Mädchen). Der Anteil der ausländischen Kinder belief sich auf 27,5 %. 18 174 Lehrpersonen, davon 94,6 % Frauen, teilten sich 9 139 Vollzeitstellen.
Entwicklungen

In verschiedenen Kantonen laufen Schulversuche, den Kindergarten mit der ersten oder den beiden ersten Primarschuljahre in einer dreijährigen sogenannten Grundstufe bzw. vierjährigen Basisstufe zusammenzuführen. Dadurch ergibt sich ein fliessender Übergang zwischen Kindergarten und Schule. Je nach Entwicklung des Kindes kann die Dauer der Grund- bzw. Basisstufe verkürzt oder verlängert werden.

### Primarstufe
Der Übertritt von der Vorschulstufe in die Primarstufe geschieht ohne Prüfung. Pro Woche werden je nach Stufe 21 bis 32 Lektionen erteilt.
Das Ziel der Primarschule besteht darin, dass Schüler ihre intellektuellen und schöpferischen Fähigkeiten entfalten, ihre körperlichen und musischen Fähigkeiten entwickeln und Verantwortungsbewusstsein gegenüber sich selbst, der Umwelt, ihren Mitmenschen und der Gesellschaft entwickeln. Die Kantone legen die Lehrpläne fest. In allen Kantonen werden auf der Primarstufe die folgenden Fächer unterrichtet: eine Landessprache (je nach Region Deutsch, Französisch, Italienisch oder Rätoromanisch), eine Fremdsprache spätestens ab der 3. und eine weitere Fremdsprache spätestens ab der 5. Klasse, Mathematik, Mensch, Natur und Gesellschaft, Gestalten (Bildnerisches, Textiles und Technisches Gestalten), Musik sowie Bewegung und Sport.
Die schulischen Leistungen werden mittels Noten oder mittels Lernberichten beurteilt. Während des ersten Schuljahrs gibt es in der Mehrzahl der Kantone keine Noten, sondern Beurteilungsgespräche oder Lernberichte. Noten werden meist mit einer Notenskala von 1 bis 6 (6 = beste Note) verteilt. Zweimal pro Jahr erhalten die Schüler ein Zeugnis oder einen Lernbericht.

### Sekundarstufe I
Ziele

Die Sekundarstufe I vermittelt eine grundlegende Allgemeinbildung. Sie bereitet auf eine Berufsbildung oder auf den Übertritt in weiterführende Schulen der Sekundarstufe II wie Maturitätsschulen oder Fachmittelschulen (FMS) vor.
Fächer

Unterrichtet werden in allen Schultypen der Sekundarstufe I folgende Fächer: eine Landessprache (je nach Region Deutsch, Französisch, Italienisch oder Romanisch), grundsätzlich 2 Fremdsprachen, wovon mindestens eine Fremdsprache eine Landessprache ist (in einigen Kantonen können die Schüler des Schultyps mit Grundansprüchen von einer Fremdsprache dispensiert werden), Mathematik, Naturwissenschaften (Natur und Technik), Geografie und Geschichte (Räume, Zeiten, Gesellschaften), Hauswirtschaft (Wirtschaft, Arbeit, Haushalt), Bildnerisches, Textiles und Technisches Gestalten, Musik sowie Sport (Bewegung und Sport).
Schulmodelle

Auf der Sekundarstufe I wird je nach Kanton eines oder mehrere verschiedene Modelle geführt:
- Im geteilten Modell sind die Schülerinnen und Schüler nach Leistungskriterien in 2 bis 4 Schultypen aufgeteilt in separate Klassen mit in der Regel unterschiedlichen Fächerangeboten, Lehrmitteln und Lehrpersonen. Meist gilt dabei: Die Realschule genügt den grundlegenden, die Sekundarschule den erweiterten Anforderungen. Noch mehr verlangt das (Unter-)Gymnasium.
- Im integrierten Modell besuchen die Schüler den Unterricht in Stammklassen ohne Leistungsselektion sowie in leistungsdifferenzierten Niveaukursen
- Im kooperativen Modell besuchen die Schüler den Unterricht in Stammklassen mit Leistungsselektion sowie in leistungsdifferenzierten Niveaukursen

Diese letzten beiden Formen sind in den letzten Jahren entstanden und befinden sich teilweise noch im Versuchsstadium.
Weil das Pro- oder Untergymnasium nur zwei Jahre dauert, ist zur Absolvierung der Schulpflicht der Besuch der ersten Klasse des Gymnasiums notwendig.
| Kanton                 | vorherrschendes Modell Anzahl Schultypen | weitere Modelle Anzahl Schultypen | Bemerkungen |
| ---------------------- | ---------------------------------------- | --------------------------------- | --- |
| Aargau                 | 3                                        | –                                 | Realschule, Sekundarschule, Bezirksschule |
| Appenzell Ausserrhoden | 1 (integriert)                           | 1 (kooperativ)                    | Sekundarschule |
| Appenzell Innerrhoden  | 3                                        | 1 (integriert)                    | Realschule, Sekundarschule, Gymnasium |
| Basel-Landschaft       | 3                                        | –                                 | Sekundarschule mit allgemeinen (A), erweiterten (E) und progymnasialen (P) Anforderungen                                                                            |
| Basel-Stadt            | 3                                        | 1 (integriert)                    | Sekundarschule mit allgemeinen (A), erweiterten (E) und progymnasialen (P) Anforderungen                                                                            |
| Bern (deutsch)         | 1 (kooperativ)                           | 1 (integriert), 2, 3              | Realschule, Sekundarschule |
| Bern (franz.)          | 1 (kooperativ)                           | –                                 | Écoles secondaire: section générale (g), section moderne (m), section préparant aux écoles de maturité (p) 1                                                        |
| Freiburg               | 3                                        | –                                 | Orientierungsschule: Realklasse, Sekundarklasse, Progymnasialklasse Cycle d’orientation: classes à exigences de base, classes générales, classes prégymnasiale      |
| Genf                   | 3                                        | –                                 | Orientierungsschule: 9. Klassen für Grund-, mittlere und erhöhte Ansprüche; 10. und 11. Klassen in 5 Abteilungen                                                    |
| Glarus                 | 4                                        | 1 (integriert)                    | Oberschule, Realschule, Sekundarschule, Gymnasium |
| Graubünden             | 1 (kooperativ)                           | 3                                 | Realschule, Sekundarschule, Untergymnasium rätorom.: scola reala, scola secundara, gimnasi inferiur ital.: scuola di avviamento, scuola secondaria, liceo inferiore |
| Jura                   | 1 (integriert)                           | –                                 | École secondaire 2 mit Niveaukursen C, B und A |
| Luzern                 | 1 (integriert)                           | 1 (kooperativ), 3                 | Sekundarschule C, B und A sowie Untergymnasium |
| Neuenburg              | 1 (integriert)                           | –                                 | 3. Zyklus: Stammklassen mit Niveaukursen |
| Nidwalden              | 1 (integriert)                           | 1 (kooperativ), 2                 | Orientierungsschule mit Niveaus B und A sowie Progymnasium |
| Obwalden               | 1 (integriert)                           | 1 (kooperativ), 2                 | Orientierungsschule mit Niveaus B und A sowie Progymnasium |
| St. Gallen             | 2                                        | 1 (kooperativ)                    | Realschule, Sekundarschule |
| Schaffhausen           | 2                                        | 1 (kooperativ)                    | Orientierungsschule mit Realschule und Sekundarschule |
| Schwyz                 | 3                                        | 1 (kooperativ)                    | Realschule, Sekundarschule, Bezirksschule |
| Solothurn              | 3                                        | –                                 | Sekundarschule mit Sek B (Basisansprüche), Sek E (erweiterte Ansprüche) und Sek P (Progymnasium)                                                                    |
| Tessin                 | 1 (integriert)                           | –                                 | Scuola media 3: 8. und 9. Klasse als Beobachtungszyklus; 9. und 10. Klasse als Orientierungszyklus für Grund-, mittlere und erhöhte Ansprüche                       |
| Thurgau                | 1 (kooperativ)                           | 1 (integriert)                    | Sekundarschule mit Grund- und erweiterten Ansprüchen (Typen G und E)                                                                                                |
| Uri                    | 1 (integriert)                           | 1 (kooperativ), 3                 | Realschule, Sekundarschule, Untergymnasium |
| Waadt                  | 1 (kooperativ)                           | –                                 | 3. Zyklus mit 2 Abteilungen: voie générale, voie prégymnasiale 4 |
| Wallis                 | 1 (integriert)                           | –                                 | Cycle d’orientation/Orientierungsschule mit Niveaukursen II und I                                                                                                   |
| Zug                    | 3                                        | 1 (kooperativ)                    | Realschule, Sekundarschule, Kantonsschule |
| Zürich                 | 4 und 2                                  | 1 (kooperativ)                    | Sekundarschule mit Schultypen C, B, A und Untergymnasium bzw. Schultypen B und A                                                                                    |

Aufnahme

Der Übertritt von der Primarstufe in die Sekundarstufe I erfolgt für die Schulen mit Grundansprüchen ohne Prüfung.
Der Übertritt an Schulen mit erweiterten Ansprüchen stützt sich auf Empfehlungen der Lehrkräfte der Primarstufe. Ausschlaggebend sind gute schulische Leistungen (insbesondere in der ersten Landessprache, in Fremdsprachen und in Mathematik), sowie individuellen Leistungsentwicklung und des Arbeits- und Lernverhaltens. In einigen Kantonen wird das Bestehen einer Prüfung verlangt, insbesondere dann, wenn keine Empfehlung der Lehrkräfte vorliegt.
Unterrichtszeit und Klassengrösse

Die Zahl der Unterrichtsstunden beträgt 27 bis 37 Lektionen pro Woche. Die durchschnittliche Klassengrösse betrug im Schuljahr 2016/17 18,7 Schülerinnen und Schüler. Weil Hauswirtschaft (Wirtschaft, Arbeit, Haushalt) sowie Textiles und Technisches Gestalten in Halbklassen erteilt werden, unterrichtet eine Lehrperson im Durchschnitt gleichzeitig 12 Schülerinnen und Schüler.
Statistik

Im Schuljahr 2016/17 besuchten 247 653 Jugendliche (davon 49,2 % Mädchen) die Sekundarstufe I. Davon absolvierten 71 468 (43,3 % Mädchen) die Sekundarstufe I Grundansprüche, 155 834 (52,0 % Mädchen) die Sekundarstufe I erweiterte Ansprüche und 20 351 die Sekundarstufe I ohne Selektion. Der Anteil der ausländischen Schülerinnen und Schüler beläuft sich auf bei der ganzen Sekundarstufe auf 24,6 %. 34 076 Lehrpersonen, davon 54,6 % Frauen, teilten sich 19 583 Vollzeitstellen.
| Bildungsstufe             | Schülerinnen und Schüler | davon   | davon     | davon         | Lehrpersonen | davon Frauen | Vollzeit- stellen |
| Bildungsstufe             | Schülerinnen und Schüler | Mädchen | Ausländer | Privatschulen | Lehrpersonen | davon Frauen | Vollzeit- stellen |
| ------------------------- | ------------------------ | ------- | --------- | ------------- | ------------ | ------------ | ----------------- |
| Grundansprüche            | 71 468                   | 43,3 %  | 36,4 %    | 1,3 %         | 34 076       | 54,6 %       | 19 583            |
| Erweiterte Ansprüche      | 155 834                  | 52,0 %  | 17,0 %    | 3,2 %         | 34 076       | 54,6 %       | 19 583            |
| Ohne Niveauunterscheidung | 20 351                   | 47,5 %  | 41,5 %    | 46,2 %        | 34 076       | 54,6 %       | 19 583            |
| Total Sekundarstufe I     | 247 653                  | 49,2 %  | 24,6 %    | 6,2 %         | 34 076       | 54,6 %       | 19 583            |

### Sekundarstufe II

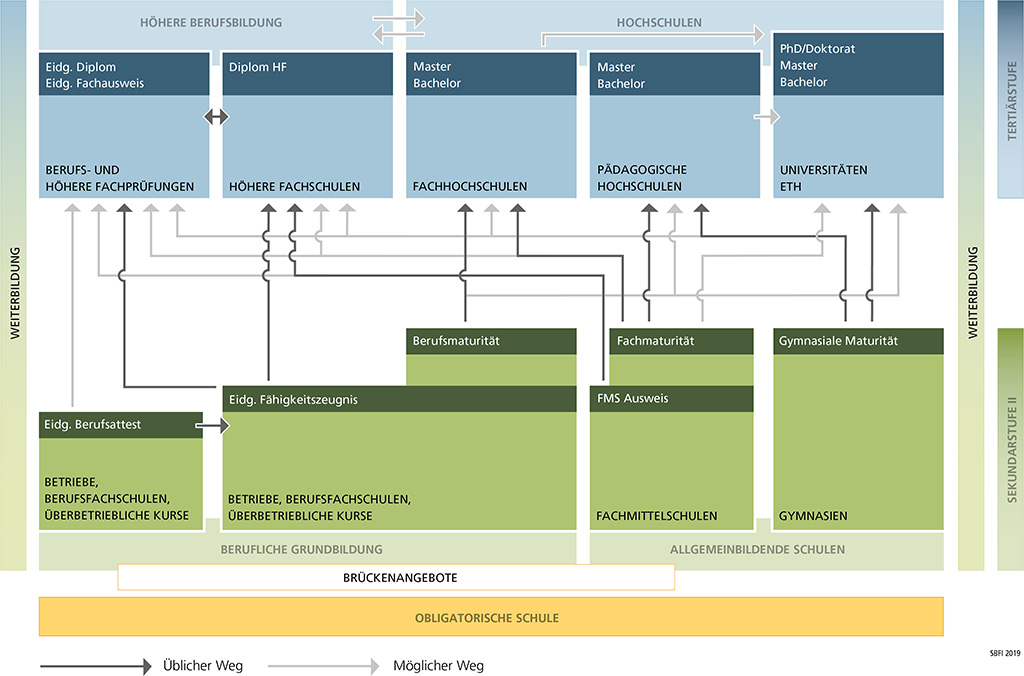
Bildungssystem Schweiz ab Sekundarstufe II

Die Sekundarstufe II besteht aus berufsbildenden und allgemeinbildenden Ausbildungsgängen. Rund 90 % der Jugendlichen schliessen die Sekundarstufe II ab.

#### Berufsbildende Ausbildungsgänge
Ziele

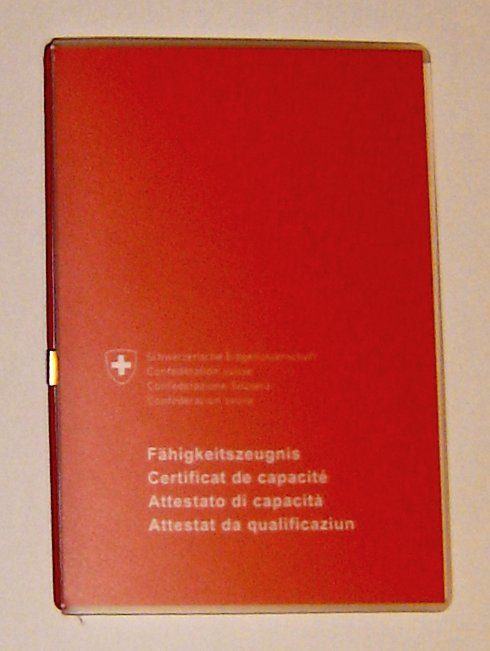
Fähigkeitszeugnis Mappe

Berufsbildende Ausbildungsgänge gibt es als zweijährige Grundbildung (Berufsattest) sowie drei- oder vierjährige Grundbildung (Berufslehre mit Fähigkeitszeugnis). Dabei werden Fähigkeiten, Kenntnisse und Fertigkeiten erworben, die zur Ausübung einer Tätigkeit in einem bestimmten Beruf erforderlich sind. Die Ausbildung umfasst berufliche Praxis ebenso wie berufskundliche und allgemein bildende Bildung. Daneben oder danach kann zur Vertiefung der Allgemeinbildung die Berufsmaturität erlangt werden.
Zweijährige Grundbildung
Die zweijährige Grundbildung hat die bisherige Anlehre ersetzt. Der Abschluss besteht in einem eidgenössischen Berufsattest.
Drei- oder vierjährige Grundbildung
Die drei- oder vierjährige Grundbildung wird mit einem eidgenössischen Fähigkeitszeugnis abgeschlossen und bereitet zur Ausübung eines Berufs vor. Zur Auswahl stehen über 245 Lehrberufe.
Grundsätzlich kann ohne Prüfung eine Berufsbildung angetreten werden. In der Praxis wählen Lehrbetriebe die Lernenden aufgrund der Leistungen auf der Sekundarstufe I und im Anschluss an eine Bewerbung und ein Vorstellungsgespräch aus, oftmals auch aufgrund von Eignungsabklärungen oder Eintrittsprüfungen.
Die Berufsbildung wird im Lehrbetrieb, in der Berufsfachschule und in überbetrieblichen Kursen vermittelt. Im Lehrbetrieb werden während drei bis vier Tagen pro Woche die berufspraktischen Fähigkeiten unterrichtet und in der Berufsfachschule während ein bis zwei Tagen pro Woche die schulische Bildung. Es bestehen auch andere Organisationsformen der beruflichen Grundbildung wie schulische Vollzeitangebote (z. B. Lehrwerkstätten oder Informatikmittelschulen). Ergänzend dazu wird Unterricht in überbetrieblichen Kursen angeboten.
Berufsmaturität
Die Berufsmaturität ist ein Zeugnis der Allgemeinbildung und ergänzt die drei- oder vierjährige berufliche Grundbildung. Sie kann entweder durch den Besuch einer entsprechenden Ausbildungsinstitution mit einer anschliessenden Abschlussprüfung parallel zur beruflichen Grundbildung oder nach einer abgeschlossenen beruflichen Grundbildung oder schulunabhängig anlässlich der eidgenössischen Berufsmaturitätsprüfungen nach der abgeschlossenen beruflichen Grundbildung erlangt werden.
Die Berufsmaturität gibt es in sechs Richtungen: technisch, kaufmännisch, gestalterisch, gewerblich, naturwissenschaftlich und neu in gesundheitlicher und sozialer Richtung. Es werden folgende sechs Grundlagenfächer unterrichtet: erste Landessprache, zweite Landessprache, dritte Sprache, Geschichte/Staatslehre, Volkswirtschaft/Betriebswirtschaft/Recht, Mathematik. Zudem werden richtungsspezifische Schwerpunktfächer und Ergänzungsfächer angeboten.
Die Aufnahme der Schüler erfolgt über ein kantonal geregeltes Aufnahmeverfahren.
Statistik (Schuljahr 03/04)
63.270 Jugendliche absolvierten 2022 auf der Sekundarstufe II eine Berufsausbildung mit Fähigkeitszeugnis (Frauenanteil ca. 45 %). Häufig gewählte Lehrberufe sind: Kaufmann/Kauffrau, Fachmann/-frau Gesundheit, Detailhandelsangestellte/Detailhandelsangestellter, Fachmann/-frau Betreuung, Informatiker/in. Gegen 14.400 erlangen die Berufsmaturität. (Daten Berufsbildung in der Schweiz 2022)
Abschluss
Der erfolgreiche Abschluss der Berufsmatura ermöglicht in der Regel den prüfungsfreien Übertritt an die Fachhochschulen, mittels Absolvieren der Passarelle (Dauer 1 Jahr) den Zugang zu universitären Studien oder mittels Vorbereitungsjahr PH (ebenfalls mittels Abschlussprüfung) den Zugang zu den Pädagogischen Hochschulen (Lehrerausbildung).
Der direkte Anschluss an einer Höheren Fachschule (HF) zu studieren ist ebenfalls möglich, genau wie für Inhaber des Eidgenössischen Fähigkeitszeugnis.

#### Allgemeinbildende Ausbildungsgänge
Zu den allgemein bildenden Schulen zählen die gymnasialen Maturitätsschulen (Gymnasien) und die Fachmittelschulen (FMS).

##### Maturitätsschulen (Gymnasien)
Die Maturitätsschule wird je nach Kanton als Gymnasium (umgangssprachlich häufig das Gymi oder der Gymer), Kantonsschule (umgangssprachlich meist Kanti), Mittelschule oder Seminarium bezeichnet. Die französischsprachigen Kantone nennen die Maturitätsschule Gymnase, Collège (Kollegium) oder selten noch Lycée, italienische Liceo (Lyzeum) in Anlehnung an die französisch-italienische Schulform.
Ziele
Das Ziel der Maturitätsschulen ist es, Schülern grundlegende Kenntnisse zu vermitteln sowie die geistige Offenheit und die Fähigkeit zum selbstständigen Urteilen zu fördern. Die persönliche Reife (Maturität) gilt als Voraussetzung für ein Hochschulstudium. Gefördert werden Intellekt, Persönlichkeitsentwicklung, Wissensbeschaffung und der Umgang mit Informationstechnologien.
Lehrplan/Fächer
Die Ausbildung in einer Maturitätschule dauert 3-4 Jahre. Die Stufen werden in einigen Kantonen Quarta, Tertia, Sekunda und Prima genannt.
Die Unterrichtsfächer sind unterteilt in Grundlagenfächer, Schwerpunktfächer und Ergänzungsfächer (sowie allfällige Freifächer). Die Schüler werden in sieben Grundlagenfächern, einem Schwerpunktfach und einem Ergänzungsfach unterrichtet. Der zeitliche Anteil der Fächer ist dabei wie folgt:
- Grundlagenfächer – Sprachen: 30-40 %
- Grundlagenfächer – Mathematik und Naturwissenschaften: 20-30 %
- Grundlagenfächer – Geistes- und Sozialwissenschaften: 10-20 %
- Grundlagenfächer – Kunst: 5-10 %
- Schwerpunktfach, Ergänzungsfach, Maturitätsarbeit: 15-25 %

Die Grundlagenfächer sind: die Erstsprache (Deutsch, Französisch, Italienisch, nicht aber Romanisch), eine zweite Landessprache (Deutsch, Französisch, Italienisch), eine dritte Sprache (eine dritte Landessprache, Englisch oder eine alte Sprache), Mathematik, Naturwissenschaften: Biologie, Chemie und Physik, Geistes- und Sozialwissenschaften: Geschichte, Geographie und Einführung in Wirtschaft und Recht, Bildnerisches Gestalten und/oder Musik
Das Schwerpunktfach ist aus folgenden 8 Fächern bzw. Fächergruppen auszuwählen: alte Sprachen (Latein und/oder Griechisch), eine moderne Sprache (eine dritte Landessprache, Englisch, Spanisch oder Russisch), Physik und Anwendungen der Mathematik (PAM), Biologie und Chemie (BC), Wirtschaft und Recht (WR), Philosophie/Psychologie/Pädagogik (PPP), Bildnerisches Gestalten (BG), Musik
Das Ergänzungsfach ist aus folgenden 13 Fächern bzw. Fächergruppen auszuwählen: Physik, Chemie, Biologie, Anwendungen der Mathematik, Geschichte, Geographie, Philosophie, Religionslehre, Wirtschaft und Recht, Pädagogik/Psychologie, Bildnerisches Gestalten, Musik, Sport. Ab dem Schuljahr 2008/2009 kann nach dem teilrevidierten MAR jetzt auch Informatik als Ergänzungsfach belegt werden.
Die Maturitätsarbeit ist eine selbständig verfasste, vorwissenschaftliche Arbeit. Die Note wird im Maturitätszeugnis vermerkt.
Aufnahme
Jeder Kanton legt eigenständig die Aufnahmebedingungen fest. In mehr als der Hälfte der Kantone erfolgt der Übertritt in eine Maturitätsschule bei sehr guten Leistungen auf der Sekundarstufe I ohne Aufnahmeprüfung und mittels Erfahrungsnoten und Beurteilungen von Lehrkräften. In den anderen Kantonen wird zusätzlich eine schriftliche und mündliche Aufnahmeprüfung durchgeführt. Das erste Semester der Maturitätsschule gilt als Probezeit.
Dauer und Unterrichtszeit
Die Dauer der Maturitätsschulen beträgt 3-4 Jahre. Im Durchschnitt werden 36 Lektionen Unterricht pro Woche angeboten.
Abschluss
Die Ausbildung wird mit der Matura (auch Matur oder Maturität genannt) abgeschlossen. Dieses Zeugnis ermöglicht den Zugang zu den Hochschulen, zu den pädagogischen Hochschulen (PH), zu den Fachhochschulen (FH) mit einem Jahr gesammelter Berufserfahrung je nach verwandter Studienrichtung und ebenfalls zur HF (wobei hier ebenfalls Berufserfahrungen in den verwandten Studienrichtungen von 2 Jahren Voraussetzung sind). Eine verkürzte Lehrzeit zum Eidgenössischen Fähigkeitszeugnis ist grundsätzlich ebenfalls möglich.
Statistik (Schuljahr 03/04)
Rund 63'400 besuchen eine Maturitätsschule (davon Frauen 56 %). Der Anteil der Schüler, die private Maturitätsschulen besuchen, beträgt 8 %. Der Anteil ausländischer Schüler liegt bei knapp 13 %. 2004 sind rund 16'000 schweizerische Maturitätszeugnisse ausgestellt worden. Es werden 170 Maturitätsschulen geführt, deren Maturitätsausweise vom Bund und den Kantonen anerkannt sind. Die Anzahl der Vollzeitstellen für Lehrpersonen betrug 7500.
(Daten IDES 2004/2005)
Andere Schulformen
In einigen Kantonen gibt es auch Gymnasien, die von diesen Standards abweichen, aber trotzdem mit der Matura abgeschlossen werden können. Sie haben in der Regel ein abweichendes Profil, das beispielsweise mehr auf musische oder pädagogische Fächer ausgerichtet ist. Als Beispiel sei die Pädagogische Maturitätsschule Kreuzlingen (Thurgau) genannt, die vor allem erleichterte Zulassungsbedingungen für die örtliche Pädagogische Hochschule bietet.

##### Fachmittelschulen (FMS)
Ziel
Fachmittelschulen vermitteln eine vertiefte Allgemeinbildung, fördern die Selbst- und Sozialkompetenz und bereiten durch ihre Ausrichtung auf bestimmte Berufsfelder auf die Berufsbildung, höhere Fachschulen (HF) und Fachhochschulen (FH) vor.
Lehrplan/Fächer
Der allgemein bildende Unterricht umfasst Sprachen und Kommunikation, Mathematik und Naturwissenschaften, Sozialwissenschaften, Musische Fächer und Sport. Berufsfeldbezogene Fächer vermitteln berufsspezifische Grundkenntnisse und Haltungen eines bestimmten Berufsfeldes und bereiten vor allem auf Ausbildungen in folgenden Bereiche vor: Gesundheit, Soziales, Pädagogik, Kommunikation und Information, Gestaltung und Kunst, Musik und Theater. Zusätzlich wird ein Praktikum und eine selbstständige Vertiefungsarbeit verlangt.
Dauer
Die Ausbildung dauert 3 Jahre.
Aufnahme
Die Aufnahme ist kantonal geregelt.
Abschluss
Die Fachmittelschule wird mit dem Fachmittelschulabschluss (Erstabschluss) oder der Fachmaturität abgeschlossen.

### Tertiärbildung
Die Tertiärstufe umfasst Ausbildungen im Bereich der höheren Berufsbildung und der Hochschulen. Zur höheren Berufsbildung zählen Berufs- und höhere Fachprüfungen sowie höhere Fachschulen (HF). Zu den Hochschulen zählen universitäre Hochschulen, Fachhochschulen (FH) und Pädagogische Hochschulen (PH).

#### Höhere Berufsbildung
Die höhere Berufsbildung dient auf der Tertiärstufe der Vermittlung und dem Erwerb von Qualifikationen, die für die Ausübung von anspruchs- und verantwortungsvollen Berufstätigkeiten erforderlich sind.

##### Berufs- und höhere Fachprüfungen
Angeboten werden über 350 Prüfungen. Die Berufsprüfung wird mit einem eidgenössischen Fachausweis, die höhere Fachprüfung mit einem Diplom abgeschlossen.

##### Höhere Fachschulen (HF)
Die höheren Fachschulen bieten Bildungsgänge und Nachdiplomstudien an für die Bereiche Technik; Gastgewerbe, Tourismus und Hauswirtschaft; Wirtschaft; Land- und Waldwirtschaft; Gesundheit; Soziales und Erwachsenenbildung; Künste und Gestaltung.

#### Hochschulen
Zu den Hochschulen zählen die 12 universitären Hochschulen (10 kantonale Universitäten und 2 technische Hochschulen), die 8 Fachhochschulen (7 öffentliche und 1 private) und die 16 pädagogischen Hochschulen.

##### Universitäre Hochschulen (UH)
Die kantonalen universitären Hochschulen bieten Studiengänge in Theologie, Geistes- und Sozialwissenschaften, Mathematik und Naturwissenschaften, Recht, Wirtschaft, Medizin und Pharmazie an.
Die Eidgenössischen Technischen Hochschulen bieten Studiengänge in Natur- und Ingenieurwissenschaften, Architektur, Mathematik, Pharmazeutische Wissenschaften sowie Sport- und Militärwissenschaften an.

##### Fachhochschulen (FH)
Die Fachhochschulen bieten praxisbezogene Studiengänge in den folgenden Bereichen an: Technik und Informationstechnologie; Architektur, Bau und Planungswesen; Chemie und Life Sciences; Land- und Forstwirtschaft; Wirtschaft und Dienstleistungen; Design; Gesundheit, soziale Arbeit; Kunst, Musik, Theater sowie angewandte Psychologie und angewandte Linguistik.

##### Pädagogische Hochschulen
Die pädagogischen Hochschulen bieten Studiengänge im Bereich der Lehrerausbildung an.

##### Organisation und Organe des Hochschulbereichs
Die Organisation und Steuerung des Hochschulwesens ist eine gemeinsame Aufgabe des Bundes und der Kantone.
Seit 2006 regelt dies Art. 63a der Bundesverfassung, die so genannte Bildungsverfassung. Gemäss Art. 63a Abs. 3 BV sorgen Bund und Kantone gemeinsam für die Koordination und für die Gewährleistung der Qualitätssicherung im schweizerischen Hochschulwesen. Damit wird eine «kohärente und umfassende Steuerung der schweizerischen Hochschulpolitik unter leitender Mitwirkung des Bundes» bezweckt.
Für die organisatorische Seite dieser Zusammenarbeit sieht Art. 63a Abs. 4 BV vor, dass Bund und Kantone zur Erfüllung ihrer Aufgaben Verträge abschliessen und bestimmte Befugnisse an gemeinsame Organe übertragen. Dazu erliess die Bundesversammlung das Bundesgesetz über die Förderung der Hochschulen und die Koordination im schweizerischen Hochschulbereich (HFKG). Danach sorgt der Bund zusammen mit den Kantonen für die Koordination, die Qualität und die Wettbewerbsfähigkeit des gesamtschweizerischen Hochschulbereichs. Zu diesem Zweck schafft das HFKG unter anderem die Grundlagen für die Qualitätssicherung und Akkreditierung.
Gestützt auf das HFKG und die interkantonale Vereinbarung über den schweizerischen Hochschulbereich (Hochschulkonkordat) schlossen der Bundesrat und die Kantone 2015 eine Vereinbarung über die Zusammenarbeit im Hochschulbereich (Zusammenarbeitsvereinbarung, ZSAV-HS). Diese schuf die gemeinsamen Organe des schweizerischen Hochschulbereichs gemäss Art. 7 HFKG, nämlich die Hochschulkonferenz sowie den Akkreditierungsrat. Letzterer entscheidet namentlich über die Akkreditierung staatlicher oder privater Hochschulen aufgrund eines Antrags der Akkreditierungsagentur oder anderer anerkannter Agenturen (Art. 33 HFKG).

### Quartärstufe (Weiterbildung)
Die Weiterbildungsangebotsbörse (WAB) ist ein Angebot von Bund und Kantonen. Sie umfasst über 30'000 Kurse und Lehrgänge von der beruflichen Weiterbildung über Fachhochschulangebote bis zur allgemeinen Erwachsenenbildung.

## Geschichte
Im Mittelalter und in der frühen Neuzeit war das Schulwesen vorwiegend eine kirchliche Aufgabe.

### Mittelalter
Ab der Karolingerzeit waren die Klosterschulen die bedeutendsten Bildungsträger, die in erster Linie angehende Mönche besuchten. In der Grundbildung wurden sie in Lesen, Schreiben, Grammatik, Logik, Chormusik und Latein unterrichtet. Ab dem 12. Jahrhundert setzten sich die Sieben Freien Künste durch, auf denen die weitergehenden Studien in Philosophie und Theologie, Medizin oder Jurisprudenz aufbauten. Vom 8. bis 12. Jahrhundert führten im Gebiet der heutigen Schweiz die meisten Klöster eine Schule neben dem Skriptorium (St. Gallen, Einsiedeln, Engelberg, Pfäfers, Disentis, Allerheiligen in Schaffhausen).
Ab dem 13. Jahrhundert entstanden in verschiedenen Städten Stadt- und Ratsschulen. Nach der Grundbildung, in der der Lateinunterricht überwog, arbeiteten die Sprösslinge der städtischen Führungsschicht als Gehilfen auf einer Kanzlei, bevor sie in die Politik und Diplomatie einstiegen, oder sie bildeten sich in einem Handelskontor weiter.
Die höheren Studien wurden ab dem 13. Jahrhundert an ausländischen Universitäten in Bologna, Siena, Pavia, Paris, Prag, Krakau, Erfurt, Köln, Leipzig und Heidelberg absolviert. Dies konnten sich aber nur wenige, vor allem dem Klerus angehörige Studenten leisten. 1460 wurde als erste und lange Zeit einzige Hochschule der Schweiz die Universität Basel gegründet.

### Frühe Neuzeit
In der Frühen Neuzeit übten Gelehrte wie Erasmus von Rotterdam oder Petrus Ramus und Strömungen wie der Humanismus, die Reformation und die katholische Reform einen Einfluss auf das Schweizer Schulwesen aus.

#### Untere Schulen
Die unteren Schulen breiteten sich im ganzen Land aus. Die religiöse Erziehung des Volkes wurde zu einem wichtigen Ziel erklärt. Genf führte unter dem Einfluss von Johannes Calvin bereits 1536 die Schulpflicht ein. 1615 beauftragte Bern und 1637 Zürich alle Gemeinden, Schulen einzuführen. Auch in katholischen Gebieten wurden immer breitere Bevölkerungsschichten unterrichtet.
Allerdings misstraute die Obrigkeit stets der Volksbildung, da sie befürchtete, die Popularisierung der Bildung könnte ihr Machtmonopol in Frage stellen. Die Qualität der Schulen variierte stark. Je nach Region, sozialer Zugehörigkeit und Geschlecht schwankte die Alphabetisierungsrate erheblich. Im letzten Viertel des 18. Jahrhunderts wies Genf eine fast abgeschlossene Alphabetisierung auf, während in Zürich und Zug rund drei Viertel und im Tessin knapp ein Drittel zumindest lesen konnte. In abgelegenen Gebieten war das Bildungsangebot schlechter.
Die unteren Schulen unterrichteten hauptsächlich Lesen von Druck- und Handschriften. Schreiben lernte nur ein Teil der Schülerschaft und rechnen konnten noch weniger. Der Unterricht fusste hauptsächlich auf dem Einzelunterricht der Lehrperson und auf dem gegenseitigen Unterricht der Lernenden. Jedes Kind übte für sich allein, der Lehrer kam zur Kontrolle vorbei. Lesen wurde mit Hilfe des Buchstabierens und Lautierens gelernt. Mit dem Katechismus wurde das mechanische Auswendiglernen eingeführt.

#### Mittlere und höhere Schulen

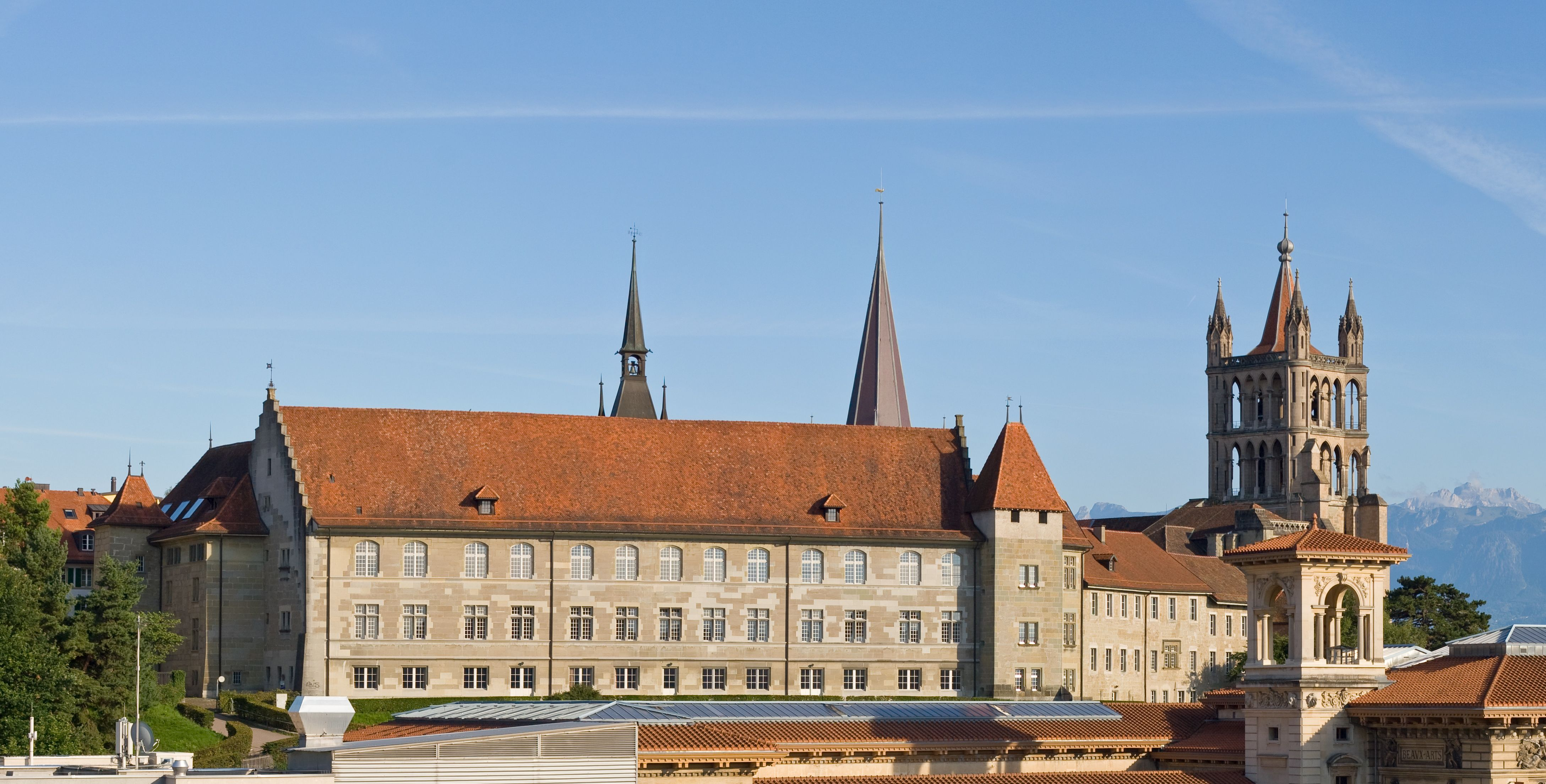
Historisches Gebäude der Schola Lausannensis (Lausanne)

Die mittlere und höhere Schulbildung übernahmen in den katholischen Gebieten die Jesuitenschulen (Kollegien in Luzern (1574), Freiburg (1582), Pruntrut (1591), Solothurn (1646), Brig (1662) und Sitten (1734)). In reformierten Gemeinden leisteten es die Lateinschulen. Im Gefolge des Humanismus und der Reformation wandten sich die höheren Schulen den Werten der Antike (Kunst, Literatur, Philosophie) zu und unterrichteten auch Griechisch, Hebräisch und klassisches Latein. Bei der Mädchenausbildung spielte der Schulorden der Ursulinen eine wichtige Rolle mit Töchterpensionaten in Pruntrut, Freiburg, Luzern, Brig, Delsberg, Mendrisio und Bellinzona, in denen ergänzend zu den Elementarfächern Französisch bzw. Deutsch als Fremdsprachen vermittelt wurden.
In Zürich, Bern, Lausanne und Genf entstanden unter dem Einfluss der Reformatoren höhere Lehranstalten zur Ausbildung von Pfarrern. Mit der Reformation in Basel ging den Katholiken die dortige Universität verloren, für die das Collegium Helveticum in Mailand einen gewissen Ersatz bot.

### Erneuerung ab 1750
In Berufung auf Jean-Jacques Rousseau und Johann Heinrich Pestalozzi wurden pädagogische Reformen angestrebt. Auch der Pietismus und die Philosophie der Aufklärung führten zu einer Erneuerung des Schulsystems. Die neuen Anforderungen an die Schule waren:
- Förderung echter Religiosität
- Formung guter Staatsbürger
- auf die Jugend zugeschnittene Unterrichtsmethoden
- auf das praktische Leben ausgerichteter Lehrstoff

Die Umsetzung der Reformvorschläge wurde auf allen Schulstufen in Angriff genommen. Die Elementarschulen betonten Schreiben und Rechnen und boten weitere praxisorientierte Fächer an. Klöster wie St. Urban und Bellelay bauten Musterschulen auf und widmeten sich der Ausbildung von Lehrkräften sowie der Herausgabe von Lehrmitteln. Der Einzelunterricht und das mechanische Auswendiglernen wurden durch die Einführung von Schulklassen und neuen Lehrmethoden wie den Frontalunterricht abgelöst. In den Gymnasien in den reformierten Städten bekamen die Muttersprache und Geschichte einen höheren Stellenwert. Auch die Mittelschulen der katholischen Orte öffneten sich den Postulaten der Aufklärung. Die Akademien der reformierten Städte wurden weiter ausgebaut. Trotz diesen Entwicklungsschritten blieb das Schweizer Bildungssystem reformbedürftig.
In der Zeit der Helvetik (1798–1803) versuchte Bildungsminister Philipp Albert Stapfer mit einem für die gesamte Schweiz geltenden Volksschulgesetz, einer Reform der Lehrerausbildung und der Etablierung von Erziehungsräten und Schulinspektoren Fortschritte zu machen. Die anschliessende Mediation und Restauration vergrößerten aber wieder die Unterschiede zwischen den kantonalen Schulsystemen. Jedoch wurde in die Ausbildung der Lehrer investiert und ansatzweise eine Vereinheitlichung erreicht.
Der Unterricht an den Volksschulen umfasste v. a. die Fächer Religion, Lesen, Schreiben und Singen. Der von vielen Schulverwaltungen verordnete Frontalunterricht stiess auf Kritik, setzte sich aber schliesslich gegen den «Einzelunterricht in der Gruppe» durch. Die unterrichtsmethodischen Vorschläge von Johann Heinrich Pestalozzi kamen kaum zur Anwendung. Vielmehr wurden die Lancasterschulen als geeignetes Mittel angesehen, grosse Gruppen von Kindern mit unterschiedlichen Kenntnissen und Fertigkeiten zu unterrichten. Später wurde die Pädagogik Johann Friedrich Herbarts bestimmend.

### Ausbau ab 1830
Während der Regeneration (1830–1848) erhielt das Schweizer Schulwesen neue Reformanstösse. Das Diktum Heinrich Zschokkes, wonach die Volksbildung Volksbefreiung sei, wurde zum Losungswort der Schulpolitik der regenerierten Kantone. Neben weiteren Primarschulen wurden auf dem Land nun weiterführende Schulen eingerichtet – je nach Kanton hiessen sie Sekundarschule, Bezirk- oder Realschule. Ferner errichtete man Taubstummen- und Blindenanstalten, aber auch Armenschulen sowie Volks- und Jugendbibliotheken zur Hebung der Volksbildung. Der Druck auf die Eltern, ihre Kinder zur Schule zu schicken und diese nicht für Arbeiten zu Hause einzusetzen, wurde verstärkt. Den wirksamsten Hebel zur Qualitätssteigerung erkannte man in der Lehrerbildung, was zur Gründung weiterer kantonaler Lehrerseminarien führte. Ebenfalls in die Zeit der Regeneration fiel die Gründung von Universitäten, so 1833 in Zürich und 1834 in Bern.
Das Zürcher Schulgesetz von 1832, das Hans Georg Nägeli und Ignaz Thomas Scherr geprägt hatten, brachte eine erhebliche Vereinheitlichung. Es wurde von Ostschweizer Kantonen übernommen. Die Primarschule zerfiel in die Alltagsschule, die sechs Jahre dauerte (ab 1899 acht Jahre), und in die dreijährige Repetier- oder Ergänzungsschule. Höheren Ansprüchen genügten die auf drei Jahre ausgerichteten Sekundarschulen. Ein auf die einzelnen Schultypen abgestimmter Unterrichtsplan legte die Lehrziele der Jahresklassen fachbezogen fest. Die Schulen mussten obligatorische Lehrmittel verwenden, nicht zuletzt, um die Methodik des Frontalunterrichts zu festigen. Das Zürcher Schulgesetz sorgte für eine selbstständige Stellung der Schulen, indem es deren administrative Führung gewählten Gemeindebehörden übergab. Weiter bestimmte es die Selektionskriterien und die Entlöhnung der Lehrkräfte.
In der Westschweiz fand eine ähnliche Entwicklung statt. Der Kanton Waadt erliess 1834 ein Schulgesetz und rief 1833 ein Lehrerseminar in Lausanne ins Leben. Etwas später als in der Deutschschweiz wurden auch in der Westschweiz Universitäten errichtet, so 1873 in Genf, 1889 in Freiburg, 1890 in Lausanne und 1909 in Neuenburg.

### Verfassungsmässiges Unterrichtsobligatorium
Trotz der Unterschiede zwischen den einzelnen Kantonen bildeten sich gegen Ende des 19. Jahrhunderts auf der Stufe der Volksschule einige Gemeinsamkeiten heraus. Die wichtigste Gemeinsamkeit war der seit der Totalrevision der Bundesverfassung 1874 für alle Kinder obligatorische, unentgeltliche und bekenntnisunabhängige Unterricht der Primarschule. Der kirchliche Einfluss wurde insbesondere im Kulturkampf zurückgebunden. Durch die Gemeinde- und Kantonsautonomie in Schulangelegenheiten blieben aber grosse Unterschiede bezüglich der Dauer der obligatorischen Schulzeit, des Zeitpunkts des Schuleintritts, der Lehrpläne und der Bedingungen für Schulübertritte, der Ausbildung von Lehrkräften und der Produktion von Lehrmitteln bestehen. 1882 wurde in einem Referendum der sogenannte Schulvogt abgelehnt.
Die meisten Kantone boten schon vor dem Jahrhundertwechsel nicht nur unentgeltlichen Primarunterricht, sondern auch unentgeltliche Lehrmittel und kostenloses Schulmaterial an.
Unterstützt wurde der allgemeine Schulbesuch auch dadurch, dass mit dem eidgenössischen Fabrikgesetz von 1877 Kinderarbeit (unter 14 Jahren) verboten wurde.

### 20. Jahrhundert
Im 20. Jahrhundert gab es an der Aufteilung der Kompetenzen im Bildungsbereich zwischen Bund, Kantonen und Gemeinden keine nennenswerten Änderungen. Erst ab den 1960er Jahren wurden die Forderungen nach nationaler und später internationaler Vereinheitlichung lauter.
Ein wichtiges rechtliches Instrument zur Vereinheitlichung der Schulsysteme stellt das Konkordat über die Schulkoordination von 1970 dar, das Fragen des Schuleintritts, der Schuldauer und des Schuljahresbeginns regelt, und dem bis 2001 alle Kantone ausser dem Kanton Tessin beitraten. Auch auf Druck von aussen wurde zum Jahrtausendwechsel eine Vereinheitlichung der kantonalen Schulsysteme eingeleitet. Im Gegensatz zur Entwicklung auf der politisch-rechtlicher Ebene glichen sich die pädagogischen und didaktischen Methoden weitgehend an.